# Giacomo Gianniotti
Giacomo Keaton Gianniotti (Roma, 19 de Junho de 1989) é um ator ítalo-canadense, mais conhecido por seus papéis em Reign (2013) e Murdoch Mysteries (2013-2014). Interpretou o Dr. Andrew DeLuca, um interno cirúrgico, em Grey's Anatomy (2015 - 2021).

## Biografia
Giacomo Gianniotti nasceu em Roma, Itália, filho de pai italiano e mãe canadense. Ele imigrou com sua família em uma idade jovem e cresceu em Toronto, Ontário, Canadá. Gianniotti divide seu tempo no ano entre Toronto e Roma, trabalhando em teatros, filmes e televisão, tanto canadenses quanto italianos.
Ele frequentou o ensino médio na Academia Cardeal Carter para Artes em Toronto e depois se formou no Programa de Teatro Humber College. Ele também completou a residência de ator no Centro Canadense de Cinema Norman Jewison, em Toronto.

## Carreira
Sua primeira experiência no cinema foi um pequeno papel no filme de Giulio Base com Shelley Winters e Vittorio Gassman, filmado no estúdio de cinema "Cinecittá" em Roma. Ele estrelou em um episódio da série de televisão italiana, Medicina Generale, em 2010. Também apareceu em vários programas de televisão em 2013, incluindo Beauty & the Beast e Copper, onde estrelou três episódios.
Gianniotti desempenhou um papel recorrente como Lord Julien na primeira temporada do Reign. Ele interpretou Leslie Garland em vários episódios de Murdoch Mysteries (2013-2014). Ele também estrelou como Freddy na série de televisão agora cancelada, Selfie (2014), e mais tarde atuou em The Secret Life of Marilyn Monroe, um filme de drama para a televisão. Em 2015, Gianniotti apareceu em Backpackers como Andrew.
Também em 2015, estreou como o cirurgião interno Dr. Andrew DeLuca nos últimos dois episódios da décima primeira temporada de Grey's Anatomy. Em 8 de janeiro de 2016, ele foi promovido a série regular.

## Filmografia

### Cinema
| Ano  | Título                            | Papel           | Notas              |
| ---- | --------------------------------- | --------------- | ------------------ |
| 2013 | Done                              | John            | Curta metragem     |
| 2014 | Still                             | Jake            | Curta metragem     |
| 2015 | The Secret Life of Marilyn Monroe | Jimmy Dougherty | Filme de televisão |
| 2016 | Race                              | Sam Stoller     |                    |

### Televisão
| Ano       | Título             | Papel                | Notas |
| --------- | ------------------ | -------------------- | --- |
| 2010      | Medicina generale  | Alberto Talenti      | Episódio: "Separazioni" |
| 2013      | Beauty & the Beast | Auxiliar do prefeito | Episódio: "Anniversary" |
| 2013      | Copper             | Donovan's Clerk      | 3 episódios |
| 2013      | Time Tremors       | Mr. Vincent          | Episódio: Facing the Fear |
| 2013      | Reign              | Lord Julien          | Papel recorrente (5 episódios) |
| 2013–2014 | Murdoch Mysteries  | Leslie Garland       | Papel recorrente (9 episódios) |
| 2014      | Selfie             | Freddy               | 9 episódios |
| 2015      | Backpackers        | Andrew               | 4 episódios |
| 2015–2021 | Grey's Anatomy     | Dr. Andrew DeLuca    | Convidado (Temporada 11) Elenco principal (Esteve presente nas seguintes temporadas:12-17). Diretor (Episódio 11 da 17ª Temporada) |
| 2018-2020 | Station 19         | Dr. Andrew DeLuca    | Participação (Temporadas 2 e 4) |

## Prêmios e indicações
| Prêmios | Prêmios   | Prêmios             | Prêmios                                                     | Prêmios        |
| Ano     | Resultado | Premiação           | Categoria                                                   | Título         |
| ------- | --------- | ------------------- | ----------------------------------------------------------- | -------------- |
| 2016    | Indicado  | Golden Maple Awards | Melhor ator em uma série de TV transmitida nos EUA          | Grey's Anatomy |
| 2016    | Indicado  | Golden Maple Awards | Recém-chegado do ano em uma série de TV transmitida nos EUA | Grey's Anatomy |